# 17179 Кодіна
17179 Кодіна (17179 Codina) — астероїд головного поясу, відкритий 4 жовтня 1999 року.
Тіссеранів параметр щодо Юпітера — 3,212.